# Der Held des Tages
Der Held des Tages è un film muto del 1921 diretto da Rudi Bach.

## Produzione
Il film fu prodotto dall'Althoff & Co. (Berlin).

## Distribuzione
Distribuito dall'Althoff & Company, uscì nelle sale cinematografiche tedesche dopo essere stato presentato a Berlino il 13 giugno 1921.